# Maō-gun Saikyō no Majutsushi wa Ningen Datta
Maō-gun Saikyō no Majutsushi wa Ningen Datta (яп. 魔王軍最強の魔術師は人間だった, Найсильнішим магом в армії Повелителя демонів була людина) — серія ранобе, написана Рьосуке Хатою та проілюстрована Кумою. Вона почала публікуватися онлайн у лютому 2016 року на сайті Shōsetsuka ni Narō. Пізніше її придбало видавництво Futabasha, яке видало п'ять томів з вересня 2016 року по квітень 2018 року під своїм імпринтом Monster Bunko. Манґа-адаптація з малюнками Анадзіро публікується онлайн через веб-сайт Futabasha Gaugau Monster з липня 2019 року та зібрана в одинадцяти томах танкобон. Аніме-серіал, створений Studio A-Cat, транслювався з липня по вересень 2024 року.

## Сюжет
Айк — один із наймогутніших генералів в армії Короля Демонів, а також найкреативніший мислитель. Секрет його успіху полягає в тому, що Айк насправді людина. Він досягає кращих результатів, змушуючи людей і демонів жити разом, замість того, щоб використовувати утиски. Це робить його територію найпроцвітаючою серед завойованих земель. Через те, що демони заздрять його успіхам, а фанатичні люди прагнуть його смерті, Айку доводиться докладати всіх зусиль, щоб його територія не потрапила в чужі руки.

## Персонажі
Айк (яп. アイク, Aiku)
Сейю: Джун Фукуяма
Прийомний онук Ромберга. Він приховує свою справжню людську сутність за допомогою капюшона та маски. Спочатку він був японцем, але реінкарнувався як людина в іншому світі зі спогадами про своє минуле життя в Японії. У цьому світі його виховав демон на ім'я Рон Берг, якого Айк став вважати своїм дідусем. Він відомий своїми неймовірними магічними здібностями, часто дивуючи людей тим, що може використовувати цілющу магію, адже демони вважають співчуття чужим поняттям і мало що розуміють у цій властивості.
Саті (яп. サティ, Sati)
Сейю: Хіна Тачібана
Людська покоївка Айка з міста, яке він завоював на початку історії. Саті випадково сховалася в кабінеті, де Айк відпочивав, і побачила його справжнє обличчя. Айк найняв її, оскільки вона не намагалася б отруїти іншу людину, надавши їй безпечну та надійну посаду. У неї розвиваються почуття до Айка, які Саті спочатку не може зрозуміти.
Сефіро (яп. セフィーロ, Sefīro)
Сейю: Шідзука Іто
Чаклунка, яка служить в армії демонів. Вона знає, що Айк — людина, і працює над тим, щоб зберегти його особистість у таємниці.
Дайрокутен (яп. ダイロクテン)
Сейю: Манака Івамі
Королева Демонів, яка в основному використовує неагресивну тактику у війні. У своєму минулому житті вона була Одою Нобунагою, що робить її блискучим тактиком і дуже спостережливою, вона усвідомлює, що Айк — людина, і довіряє йому співіснування між людьми та демонами.
Ліліт (яп. リリス, Ririsu)
Сейю: Азумі Вакі
Сукуб, закохана в Айка, яка не знає про його людську особистість. Вона вважає Саті своєю суперницею за прихильність господаря, хоча Айк дав зрозуміти, що не має романтичного інтересу до Ліліт.
Джірон (яп. ジロン)
Сейю: Кентаро Тоне
Алістер (яп. アリステア, Arisutea)
Сейю: Манацу Муракамі
Жінка-лицар, яку Айк переміг під час своєї перемоги. Її збиралися стратити за сфабрикованими звинуваченнями з боку шляхтичів, але Айк заохотив її обрати життя.
Фіорентіна (яп. フィオレンティーナ, Fiorentīna)
Сейю: Юмі Утіяма
Ромберг (яп. ロンベルク, Ronberuku)
Сейю: Chō
Демон, який усиновив Айка. Він навчив Айка магії без вимови заклинань і допоміг розробити маскування Айка. Дотепер він помер, але Ромберг довірив Сефіро піклуватися про Айка.

## Медіа

### Ранобе
Ранобе «Найсильнішим магом в армії Короля Демонів була людина», написане Рьосуке Хатою, почало публікуватися онлайн на сайті Shōsetsuka ni Narō 22 лютого 2016 року. Пізніше серію придбало видавництво Futabasha, яке випустило п'ять томів з ілюстраціями Куми з 30 вересня 2016 року по 27 квітня 2018 року під своїм імпринтом ранобе Monster Bunko.
| № | Дата виходу       | ISBN                   |
| - | ----------------- | ---------------------- |
| 1 | 30 вересня 2016   | ISBN 978-4-575-75104-8 |
| 2 | 28 лютого 2017    | ISBN 978-4-575-75125-3 |
| 3 | 30 червня 2017    | ISBN 978-4-575-75144-4 |
| 4 | 30 листопада 2017 | ISBN 978-4-575-75174-1 |
| 5 | 27 квітня 2018    | ISBN 978-4-575-75203-8 |

### Манґа
Манґа-адаптація, ілюстрована Анадзіро, почала публікуватися на сайті Futabasha Gaugau Monster 12 липня 2019 року. Станом на червень 2024 року розділи манґи зібрані в одинадцять томів танкобон.
| №  | Дата виходу     | ISBN                   |
| -- | --------------- | ---------------------- |
| 1  | 30 вересня 2019 | ISBN 978-4-575-41078-5 |
| 2  | 29 лютого 2020  | ISBN 978-4-575-41103-4 |
| 3  | 17 серпня 2020  | ISBN 978-4-575-41145-4 |
| 4  | 28 грудня 2020  | ISBN 978-4-575-41192-8 |
| 5  | 15 червня 2021  | ISBN 978-4-575-41255-0 |
| 6  | 15 грудня 2021  | ISBN 978-4-575-41337-3 |
| 7  | 15 червня 2022  | ISBN 978-4-575-41440-0 |
| 8  | 15 грудня 2022  | ISBN 978-4-575-41554-4 |
| 9  | 15 червня 2023  | ISBN 978-4-575-41675-6 |
| 10 | 30 січня 2024   | ISBN 978-4-575-41815-6 |
| 11 | 14 червня 2024  | ISBN 978-4-575-41907-8 |
| 12 | 13 грудня 2024  | ISBN 978-4-575-42040-1 |

### Аніме
Адаптація у форматі аніме-серіалу була анонсована в січні 2024 року. Її виробляла Studio A-Cat під керівництвом Норіхіко Нагахами. Сценарій серіалу написала Тоуко Мачіда, дизайн персонажів розробив Масамі Суеока, а музику до серіалу створив Кохта Ямамото.
Серіал транслювався з 3 липня по 18 вересня 2024 року на Tokyo MX та BS Asahi. Усі пісні виконав Кохта Ямамото: відкриваюча тема «Ctrl C» виконана за участю Шуна Ікегая, а закриваюча тема «I Still» за участю Маї Акечі. Crunchyroll транслював серіал. Medialink ліцензував серіал у Південно-Східній Азії та Океанії (крім Австралії та Нової Зеландії) для показу на YouTube-каналі Ani-One Asia.

#### Серії
| № серії | Назва серії | Оригінальна дата показу |
| ------- | --- | ----------------------- |
| 1       | «Ike, Commander of the Undying Brigade» Транслітерація: «Fushiryo Danchō Aiku» (яп. 不死旅団長アイク)                    | 3 липня 2024            |
| 2       | «White Rose Knights Commander Alistair» Транслітерація: «Shirobara Kishi Danchō Arisutea» (яп. 白薔薇騎士団長アリステア) | 10 липня 2024           |
| 3       | «Traitor» Транслітерація: «Uragirimono» (яп. 裏切者)                                                                     | 17 липня 2024           |
| 4       | «Duel» Транслітерація: «Kettō» (яп. 決闘)                                                                                | 24 липня 2024           |
| 5       | «Ambition» Транслітерація: «Yabō» (яп. 野望)                                                                             | 31 липня 2024           |
| 6       | «Dwarf King» Транслітерація: «Dowāfu Ō» (яп. ドワーフ王)                                                                 | 7 серпня 2024           |
| 7       | «War Begins» Транслітерація: «Kaisen» (яп. 開戦)                                                                         | 14 серпня 2024          |
| 8       | «The Final Battle at Ivalias» Транслітерація: «Kessen Ivariasu» (яп. 決戦イヴァリアス)                                   | 21 серпня 2024          |
| 9       | «Negotiations» Транслітерація: «Kōsho» (яп. 交渉)                                                                        | 28 серпня 2024          |
| 10      | «Pirates» Транслітерація: «Kaizoku» (яп. 海賊)                                                                           | 4 вересня 2024          |
| 11      | «Cefiro Is Defeated» Транслітерація: «Sefīro, Uta Reru» (яп. セフィーロ、討たれる)                                       | 11 вересня 2024         |
| 12      | «General E Rudle» Транслітерація: «E・Rudore Shōgun» (яп. エ・ルドレ将軍)                                                | 18 вересня 2024         |

## Нотатки
1. ↑  Серії були випущені на Abema, Crunchyroll та Ani-One Asia за тиждень до їхньої трансляції по телебаченню[31].